# Кергеленская капуста
Кергеле́нская капу́ста (лат. Prínglea antiscorbútica) — вид растений рода Принглея семейства Капустные с крупными, мясистыми листьями, образующими большую розетку.
Данный вид — самое распространённое травянистое растение на архипелаге Кергелен, по которому и получил своё название. Также распространена на архипелагах Крозе, Принс-Эдуард и на островах Херд и Макдональд.
Кергеленская капуста хорошо приспособлена к сильнейшим ветрам субантарктических островов Индийского океана и легко переносит заморозки даже в период цветения.
Растение съедобно, богато витамином С, поэтому потреблялась моряками проходящих кораблей как средство от цинги. Само название вида «antiscorbutica» по-латински означает «против цинги».
Название рода «Pringlea» дано в честь шотландского врача-физиолога Джона Прингла.
Первое же подробное описание дано в середине XIX века англичанином Д. Д. Гукером.
Опыляющих цветки крылатых насекомых в ареале кергеленской капусты нет, поэтому растение является самоопыляющимся.
Привезённые человеком на Кергелен кролики широко потребляют в пищу данный вид.

## Галерея
- Растения капусты на Кергелене
- Молодое растение
- Старое растение